# Étalle
|  | Aquest article tracta sobre la localitat belga. Vegeu-ne altres significats a «Étalle (França)». |

Étalle (en lorenès Etåle) és un municipi belga de la província de Luxemburg a la regió valona. Comprèn les seccions de Buzenol, Chantemelle, Étalle, Sainte-Marie-sur-Semois (amb Fratin), Vance i Villers-sur-Semois.